# Chicken Tonight
Chicken Tonight est une marque commerciale de Knorr (filiale d'Unilever), lancée aux États-Unis le 23 octobre 1990, ainsi qu'au Royaume-Uni et en Australie en 1993. C'est une sauce pour poulet, existant dans les saveurs miel et moutarde, Country French et curry vert thaï. Elle est vendue en Amérique du Nord dans la ligne de produits Ragú.
Son slogan publicitaire est : « I feel like Chicken Tonight » (qui peut être interprété comme : « Je me sens comme un poulet ce soir. ») Dans une série de publicités télévisées, les acteurs chantent ces mots tout en battant des bras comme dans La Danse des canards. Cette publicité est parodiée par Les Simpson dans l'épisode L'Amoureux de Grand-Mère. Elle a aussi été parodiée dans un épisode de la série télévisée australienne The Late Show, où les acteurs dansaient en chantant « I Feel Like a Dickhead Tonight » (litt. : « Je me sens comme une tête de b... ce soir »).
La version américaine du produit échoua rapidement mais il devint populaire en Australie, aux Pays-Bas et au Royaume-Uni, où ont été lancés des produits apparentés comme le Beef Tonight et plus récemment le Sausages Tonight.
Le footballeur du club d'Arsenal Ian Wright est apparu dans des publicités pour Chicken Tonight au Royaume-Uni. Une publicité de Chicken Tonight a aussi été la première à tirer parti du bouton rouge interactif de la télévision numérique dans ce pays.